# Søren Peter Larsen
Søren Peter Larsen, kendt som S. P. Larsen, Søren P. Larsen (født 14. juli 1888 i Hårslev, død 29. maj 1948 i Birkerød) var en dansk politiker og minister. S. P. Larsen var husmandssøn fra Hjortebjerg i Hårslev sogn på Nordfyn. Larsen var udlært maler, men tog lærereksamen i 1913, og var lærer fra 1914 til 1935.
Larsen var landsformand for VU i 1922-23. Fra 1926 til 1948 var han medlem af Folketinget for Venstre opstillet i Kertemindekredsen og Otterupkredsen. Fra  7. november 1945 til 24. april 1947 var han arbejds- og socialminister i regeringen Knud Kristensen.
S. P. Larsen blev ved dannelsen af Liberalt Oplysnings Forbund i 1945 organisationens første formand. 

## De tidlige år
S. P. Larsen var søn af husmand og vejmand Lars Peter Larsen (1859–1932) og Ane Sørensen (1851–1936). Efter opvækst i små kår, hvorunder Larsen som dreng arbejdede for fremmede, kom han 1902 i malerlære og deltog i to vinterkurser på teknisk dagskole i Odense 1906 og 1907. Han stræbte mod videre uddannelse og tog lærereksamen fra Odense Seminarium 1913. Efter et par år med forskellige vikariater virkede han ved Bogense kommunale skolevæsen 1915–35 og var tillige lærer ved byens handelsskole 1918–25. Han var 1915-27 lokal medarbejder ved Fyns Tidende  og havde en livslang forbindelse til avisen, herunder i særlig grad til redaktør S. P. Quist. I seminarietiden var Larsen medstifter af og formand for Venstres Ungdom i Odense 1911–13, en kort periode 1914 formand for VU i Nyborg, 1917–21 formand for Nordvestfyns VU og derefter 1922-23 landsformand for VU.

## Valgt til Folketinget
1924 opstilledes Larsen af Venstre i Kertemindekredsen. Hertil føjedes 1926 Otterupkredsen, og fra det tidspunkt repræsenterede han de to kredse i Folketinget til sin død. I rigsdagen blev Larsen medlem af lønningsrådet, men først og fremmest interesserede han sig for sociale spørgsmål, hvad der utvivlsomt hang sammen med hans jævne herkomst.

## Minister i regeringen Knud Kristensen
Ved dannelsen af Knud Kristensens regering 7. november 1945 blev Larsen arbejds- og socialminister. Venstre kunne med denne mindretalsregering ikke føre den rene liberale politik som var Knud Kristensens ønske, men det generede ikke Larsen. Han fik afviklet restriktioner fra krigstiden og videreførte i øvrigt jævnt og beskedent som de økonomiske forhold betingede det, den linje frem mod velfærdsstaten der var indledt i 1930'erne. Hans deltagelse i debatterne vanskeliggjordes af tiltagende tunghørighed og 24. april 1947 bad Knud Kristensen ham tage sin afsked.

## Ekstern kilde/henvisning
- Kaarsted, Tage, De danske ministerier 1929-1953, Nyt Nordisk Forlag Arnold Busk, 1977.
- Foto: Elfelt Kongelig Hoffotograf 1945